# First Division 1989-1990 (Irlanda)
Fu la quinta stagione della League of Ireland First Division e vennero promosse le prime due squadre qualificate ovvero: il Waterford United F.C. e il Sligo Rovers F.C..

## First Division
| Pos. | Squadra               | Pt | G  | V  | N  | P  | GF | GS | DR  |
| ---- | --------------------- | -- | -- | -- | -- | -- | -- | -- | --- |
| 1    | Waterford United F.C. | 37 | 27 | 16 | 5  | 6  | 58 | 28 | +30 |
| 2    | Sligo Rovers F.C.     | 37 | 27 | 13 | 11 | 3  | 30 | 12 | +18 |
| 3    | Bray Wanderers A.F.C. | 35 | 27 | 15 | 5  | 7  | 41 | 23 | +18 |
| 4    | Kilkenny City A.F.C.  | 35 | 27 | 14 | 7  | 6  | 40 | 24 | +16 |
| 5    | Home Farm F.C.        | 29 | 27 | 12 | 5  | 10 | 27 | 16 | +11 |
| 6    | Finn Harps F.C.       | 27 | 27 | 11 | 5  | 11 | 32 | 30 | +2  |
| 7    | Cobh Ramblers F.C.    | 25 | 27 | 10 | 5  | 12 | 33 | 31 | +2  |
| 8    | Longford Town F.C.    | 17 | 27 | 4  | 9  | 14 | 15 | 46 | -31 |
| 9    | Newcastlewest F.C.*   | 14 | 27 | 5  | 4  | 18 | 23 | 51 | -28 |
| 10   | Monaghan United F.C.  | 14 | 27 | 5  | 4  | 18 | 23 | 61 | -38 |

G = Partite giocate; V = Vittorie; N = Nulle/Pareggi; P = Perse; GF = Goal fatti; GS = Goal subiti; DR = Differenza reti;
'*'Newcastlewest F.C. non partecipante alla stagione successiva.
St James's Gate F.C. iscritta al campionato dalla stagione successiva.